# Franz Eggenschwiler

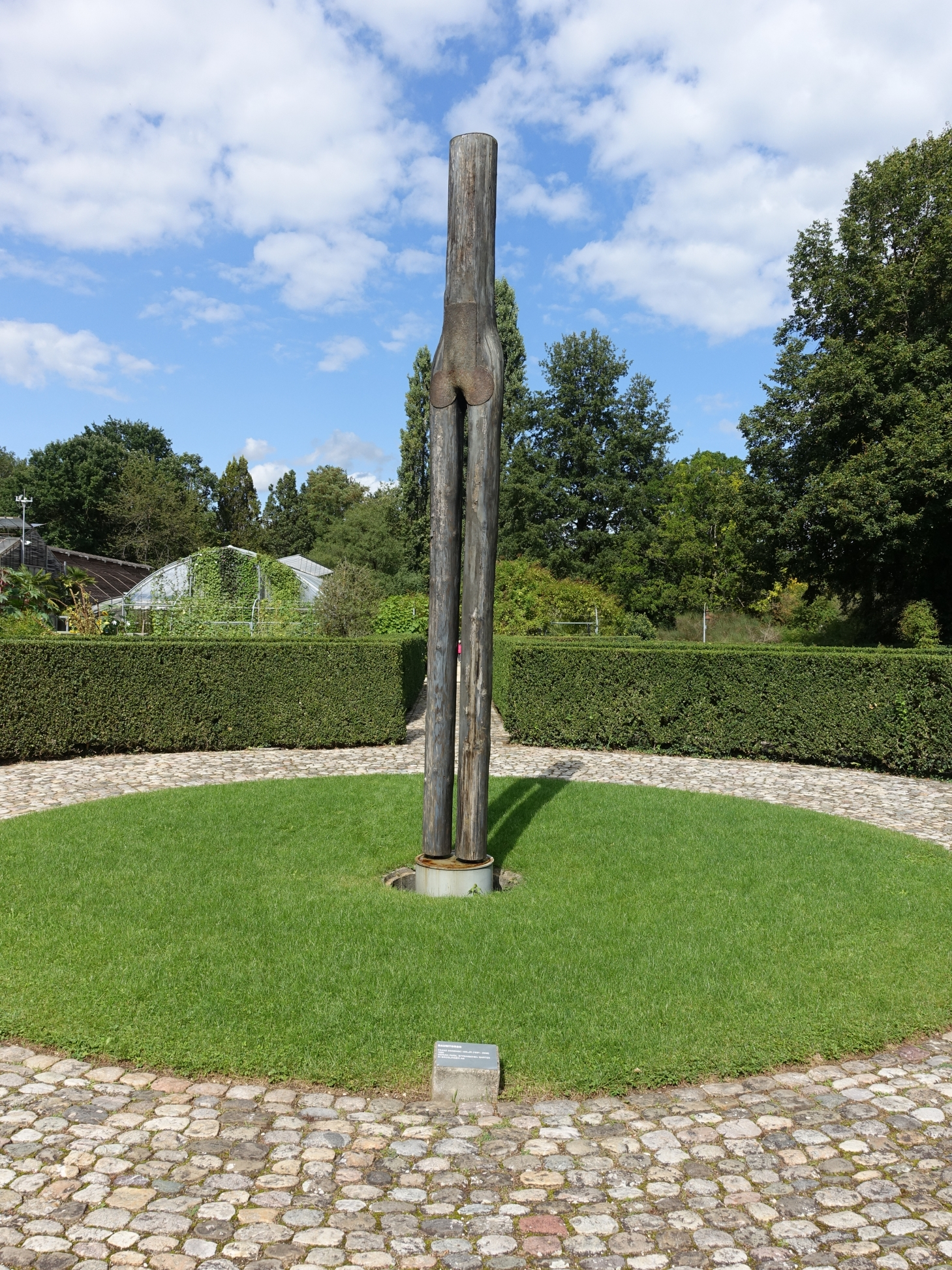
1980, Baumtorso, Brüglinger Ebene

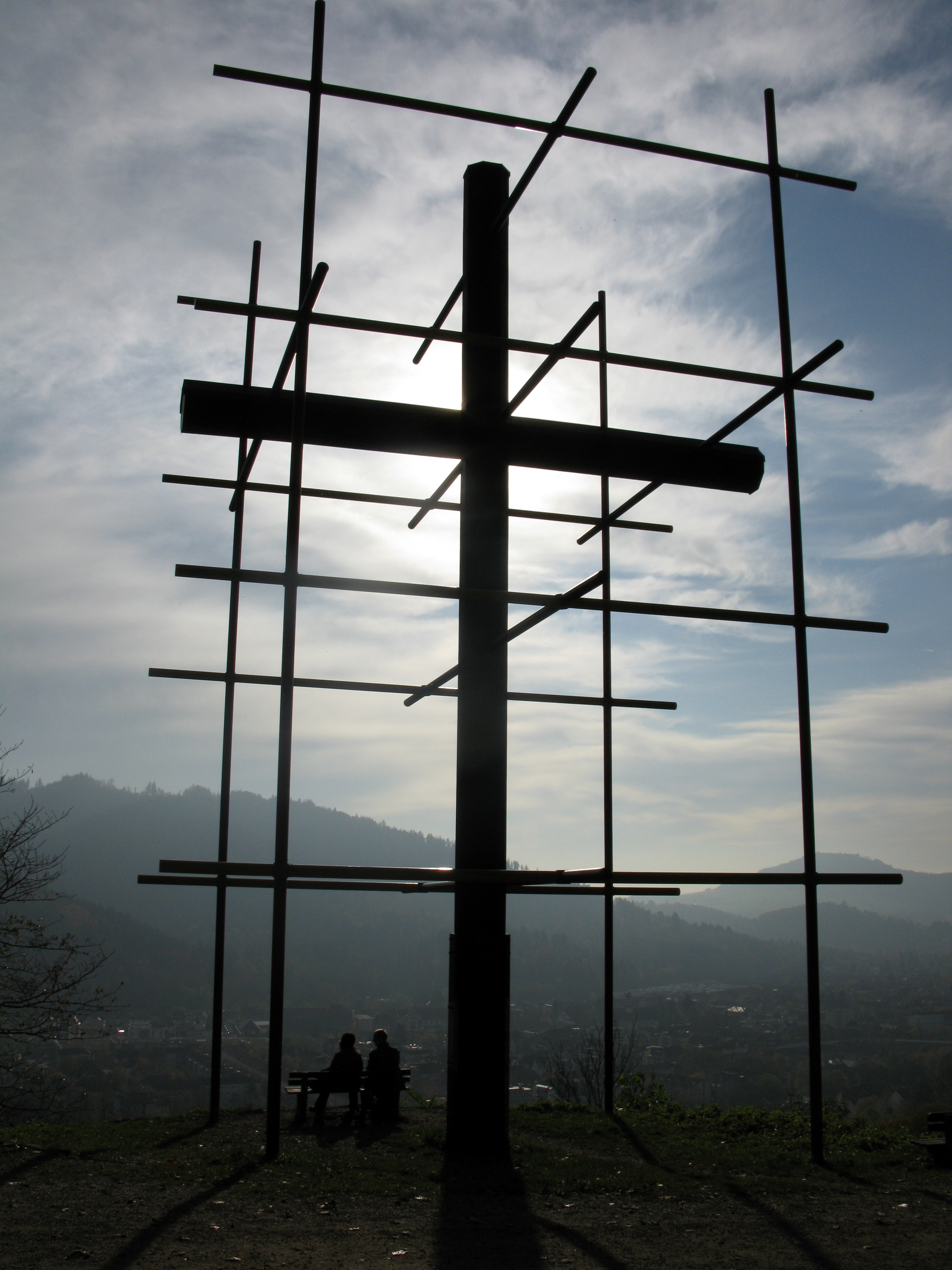
Katholikentagskreuz am Freiburger Hirzberg

Franz Eggenschwiler (* 9. Dezember 1930 in Solothurn; † 12. Juli 2000 in Bern) war ein Schweizer Künstler.

## Leben und Werk
Franz Eggenschwiler besuchte die Grundschule in Biberist. Nach einer Lehre von 1946 bis 1951 zum Glasmaler besuchte er von 1951 bis 1953 die Malschule Max von Mühlenen in Bern und war in den Jahren 1951 bis 1968 als gelernter Glasmaler bei der Firma Wüthrich in Bern tätig. Von 1955 bis 1971 bildete mit Peter Meier, Konrad Vetter und Robert Wälti die «Berner Arbeitsgemeinschaft». Anfangs schuf er Bilder, Skulpturen und Grafiken. Ab 1967 begann er aus Fundgegenständen und Abfällen Objekte und Schmuck herzustellen. 1973 zog er nach Eriswil im Oberaargau, wo er bis zu seinem Tod lebte und arbeitete. Für den 85. Katholikentag 1978 in Freiburg im Breisgau schuf er ein meterhohes Holzkreuz in einer Metallgitterstruktur, das seit 1979 am Hirzberg an der Waldstraße vom Schlossberg nach St. Ottilien steht.
Ab 1971 beteiligte er sich an der von Holger Runge gegründeten «Radiergemeinschaft Osterath» in Meerbusch-Osterath. 1972 war er Teilnehmer der Documenta 5 in Kassel in der Abteilung Individuelle Mythologien.
Von 1981 bis 1995 lehrte er als Professor an der Kunstakademie Düsseldorf.
Er war mit der Künstlerin Rosemarie Eggenschwiler-Wiggli (1932–2019) verheiratet, der jüngeren Schwester von Oscar Wiggli.

## Werke
- 1979/1980: Dreibeiniger Mondaff, Olten